# Driss Jettou
Driss Jettou (arabiskaإدريس جطو), född 24 maj 1945 i El Jadida Marocko, är en marockansk politiker som var Marockos premiärminister från 9 oktober 2002 till och med 19 september 2007.